# Notiothops huaquen
Notiothops huaquen là một loài nhện trong họ Palpimanidae. Loài này được phát hiện ở Chile.